# Martina Bárta
Martina Bárta est une chanteuse tchèque. Elle a été choisie en interne pour représenter la Tchéquie au Concours Eurovision de la chanson 2017 qui a eu lieu à Kiev, en Ukraine. Elle participe à la première demi-finale le 9 mai 2017, puis, en cas de qualification, à la finale le 13 mai 2017. Elle ne parvient pas à se qualifier pour la finale, obtenant 83 points et la 13ème place de la première demi-finale.